# Podróż do wnętrza Ziemi (film 1959)
Podróż do wnętrza Ziemi (ang. Journey to the Center of the Earth) – amerykański film z 1959 w reżyserii Henry’ego Levina. Adaptacje powieści Jules’a Verne’a.

## Obsada
- James Mason jako profesor Oliver Lindenbrook
- Alan Caillou jako rektor
- Alan Napier jako dziekan
- Peter Ronson jako Hans Belker
- Thayer David jako Count Saknussem
- Diane Baker jako Jenny
- Arlene Dahl jako Carla Goetaborg
- Pat Boone jako Alec McEwen

## Nagrody i nominacje
| Nazwa nagrody | Wygrane            | Nominacje |
| Oscar         | 1960 bez rezultatu | 1960 Najlepsza scenografia - filmy kolorowe Franz Bachelin, Herman A. Blumenthal, Joseph Kish, Lyle Wheeler, Walter M. Scott Najlepsze efekty specjalne nominowani L.B. Abbott, James B. Gordon i Carlton W. Faulkner Najlepszy dźwięk Carlton W. Faulkner 20th Century Fox SSD |